# Biskupiec, Kujavien-Pommerns vojvodskap
Biskupiec är en by i kommunen Rogowo i Powiat Żniński i Kujavien-Pommerns vojvodskap i norra Polen.